# Monceau-le-Waast
Monceau-le-Waast – miejscowość i gmina we Francji, w regionie Hauts-de-France, w departamencie Aisne.
Według danych na styczeń 2014 roku gminę zamieszkiwały 243 osoby, a gęstość zaludnienia wynosiła 45 osób/km².